# Wolverhampton
Wolverhampton er en by og metropolitan borough. Kommunen styres af Wolverhampton City Council.
Byen ligger i West Midlands-området i England. Byen har ca. 250.000 indbyggere. Ifølge lokal tradition blev byen grundlagt i 985 af Lady Wulfruna, og fra hende fik den sit navn.
Fodboldklubben Wolverhampton Wanderers F.C. kommer fra byen.
- Wikimedia Commons har flere filer relateret til Wolverhampton

52°35′03″N 2°07′31″V / 52.5842°N 2.1253°V